# Apple File System
Apple File System (APFS) — файловая система, разработанная корпорацией Apple для замены ранее использовавшейся HFS+ для использования в iOS, macOS, tvOS и watchOS. Оптимизирована для работы с твердотельными накопителями, поддерживает шифрование, копирование при записи, сжатие, клонирование файлов и каталогов, создание мгновенных снимков, контрольные суммы для проверки целостности метаданных (но не для пользовательских данных).
Файловая система по умолчанию в iOS версии 10.3. Возможность выбрать APFS в качестве основной на этапе установки появилась в macOS High Sierra (версия 10.13.4); тома, отформатированные в macOS Sierra в APFS, могут быть несовместимы с будущими версиями macOS, так же как и с окончательной версией APFS.